# Österrikes damlandslag i landhockey
Österrikes damlandslag i landhockey representerar Österrike i landhockey på damsidan. Laget slutade på femte plats i 1980 års olympiska turnering.

### Fotnoter
1. ↑  Todor Krastev (15 mars 1980). ”Women Hockey XX Olympic Games 1980 Moskva (URS) - 25-31.07 Winner Zimbabwe” (på engelska). Sport Statistics. Arkiverad från originalet den 29 juni 2015. https://web.archive.org/web/20150629055125/http://todor66.com/hockey/field/Olympic/Women_1980.html. Läst 27 juli 2015.